# Maccioverse
Maccioverse è una serie televisiva italiana ideata da Maccio Capatonda, in onda su Elisium.

## Trama
La serie è ambientata a Roma, in un futuro distopico. Racconta di Maccio, un lavoratore 2.0 che si ritrova prigioniero di quegli strumenti tecnologici tanto utili quanto distruttivi per la vita reale. Tra call di lavoro che non hanno mai fine, freeze degli schermi e bizzarri effetti collaterali che si riversano nella vita di tutti i giorni, Maccio cerca di condurre la sua esistenza districandosi fra mondo virtuale e realtà.

## Promozione
Il trailer della serie è stato pubblicato il 23 settembre.

## Distribuzione
La serie è stata distribuita il 26 settembre sulla piattaforma di streaming Elisium. Il primo episodio è stato pubblicato anche su YouTube.